# Valentino Garabello
Valentino Garabello, il cui cognome è anche riportato come Garabelli (fl. XIX-XX secolo), è stato un calciatore italiano.

## Carriera
Presente nella rosa della Ginnastica Torino almeno dall'aprile 1899, quando disputò un torneo interno alla società.
Nel 1900, in cui è certa la sua presenza nella sconfitta esterna contro la Juventus per 2-0 del 18 marzo 1900, con la Ginnastica ottenne il terzo ed ultimo posto del girone eliminatorio piemontese.